# Cantonul Aix-en-Provence-Centre
Cantonul Aix-en-Provence-Centre este un canton din arondismentul Aix-en-Provence, departamentul Bouches-du-Rhône, regiunea Provence-Alpes-Côte d'Azur, Franța.

## Comune
- Aix-en-Provence (reședință)